# Susana Soleto
Susana Soleto Muro (Vitoria, 15 marzo 1975) è un'attrice spagnola di origine basca, nota per aver interpretato il ruolo di Felicia Fonseca Pasamar nella soap Una vita.

## Biografia
Susana Soleto è nata il 15 marzo 1975 a Vitoria, in provincia di Álava, nella comunità dei Paesi Baschi (Spagna), fin da piccola ha mostrato un'inclinazione per la recitazione.

## Carriera
Susana Soleto ha iniziato la sua carriera a teatro, presso il Vitoria Performing Arts Workshop. Successivamente ha studiato arte drammatica alla Basauri Theatre School. A partire dal 1997 ha partecipato a diciotto spettacoli al Teatro Arriaga con Txalo Producciones, Gorakada e Keinu teatro.
Nel 2009 è stata in tournée con lo spettacolo teatrale El club de las mujeres invisibles, diretto da Fernando Bernués, con la compagnia Vaivén.
Ha preso parte anche a diverse produzioni televisive; nel 2008 ha partecipato come attrice, conduttrice e reporter a  El sacapuntas e nel 2009 e nel 2010 ha recitato nella serie Escenas de matrimonio, nel ruolo di Miriam.
Nel 2019 e nel 2020 ha interpretato il ruolo di Felicia Fonseca Pasamar nella soap opera in onda su La 1 Una vita e dove ha recitato insieme ad attori come José Pastor, Aria Bedmar, Ylenia Baglietto, Marcial Álvarez, Olga Haenke, María Gracia, Manuel Bandera e Aroa Rodríguez.

## Filmografia

### Attrice

#### Cinema
- Viaje de ida y vuelta, regia di Nuria Cabestany (2000)
- Alaba Zintzoa, regia di Alvar Gordejuela e Javier Rebollo (2013)
- Baby, regia di Juanma Bajo Ulloa (2020)

#### Televisione
- Entre dos fuegos – serie TV (2000)
- Campus – serie TV (2000)
- Viaje de ida y vuelta – serie TV (2000)
- Vaya semanita – serie TV (2004-2009)
- Escenas de matrimonio – serie TV (2009-2010)
- Ciudad K – serie TV (2010)
- El extraño anfitrión, regia di Javier Rebollo – film TV (2012)
- Lluna plena, regia di Javier Rebollo – film TV (2012)
- La buena hija – serie TV (2013)
- Una vita (Acacias 38) – soap opera (2019-2020)

#### Cortometraggi
- Juego de manos, regia di Alejandro Andrade (2003)
- Chicamón, regia di David R.L. (2011)
- Y ahora, ¿qué hacemos?, regia di Aitor Aranguren e J.C. Gurrutxaga (2013)
- Agur, regia di David Pérez Sañudo (2013)
- Funeral, regia di Kepa Sojo (2016)
- Villa Mnemósine, regia di Rubén Salazar (2016)
- Hileta, regia di Kepa Sojo (2016)
- Khuruf, regia di Kepa Sojo (2018)
- Ane, regia di David Pérez Sañudo (2018)
- Canon, regia di Azahara Gómez (2022)

### Doppiatrice

#### Videogiochi
- Anarchy Reigns – videogioco (2012)

## Programmi televisivi
- El sacapuntas (2008)
- Pasapalabra (2004)
- Bah! (2018)
- Baby: la Naturaleza de filmar (2021)

## Doppiatrici italiane
Nelle versioni in italiano dei suoi film e delle sue serie TV, Susana Soleto è stata doppiata da:
- Cristiana Rossi[14] in Una vita[15]